# A Royal Academy of Dramatic Art hallgatóinak listája
A szócikk a londoni Royal Academy of Dramatic Art (RADA) színművészeti akadémia végzett hallgatóit tartalmazza.
| Ábécé szerinti tartalomjegyzék                                                                           |
| --- |
| A, Á B C Cs D Dz Dzs E, É F G Gy H I, Í J K L Ly M N Ny O, Ó Ö, Ő P Q R S Sz T Ty U, Ú Ü, Ű V W X Y Z Zs |

## A
- Robert Addie
- Mark Addy
- Robert Aldous
- Ebrahim Alkazi
- Joy Allen
- Jonas Armstrong
- Linda Armstrong
- Gemma Arterton
- Richard Attenborough
- Philip Ayckbourn

## B
- Sarah Badel
- Peter Barkworth
- Diana Barrington
- John Barron
- Ann Baskett
- Alan Bates
- David Battley
- Lynsey Baxter
- Stephanie Beacham
- Sean Bean
- Diane Beck
- Brian Bedford
- Paudge Behan
- Edward Bennett
- Hywel Bennett
- Jill Bennett
- George Benson
- Sia Berkeley
- Eve Best
- Rodney Bewes
- Christopher H. Bidmead
- Norman Bird
- Adam Blackwood
- Michael Blakemore
- Ross Boatman
- Ken Bones
- James Booth
- Richard Booth
- Peter Bowles
- Hilda Braid
- Kenneth Branagh
- Bernard Bresslaw
- Richard Briers
- Francine Brody
- Sian Brooke
- Arthur Brough
- Pamela Brown
- Tom Browne
- Dugald Bruce Lockhart
- Tom Burke
- Kezia Burrows

## C
- Adam Campbell
- Ken Campbell
- Nicholas Campbell
- David Cann
- Kitty Carlisle
- Michael Carter
- Peter Cartwright
- Ian Carmichael
- John Castle
- Nicholas Clay
- Peter Coke
- Richard Coleman
- Charles Collingwood
- Joan Collins
- John D. Collins
- Christopher Colquhoun
- Matthew Cottle
- Tom Courtenay
- Elliot Cowan
- Lauren Crace
- Ben Cross
- Ian Cullen

## D
- Billy Dainty
- Audrey Dalton
- Timothy Dalton
- Josie DíArby
- Paul Darrow
- Edward Davis
- John Delaney
- Elisabeth Dermot-Walsh
- Richard Digby Day
- Lisa Dillon
- Gabrielle Drake
- Amanda Drew
- Elizabeth Dulau
- Nick Dunning
- Noel Dyson

## E
- Barry England
- Brian Epstein
- Monica Evans
- Trevor Eve
- Barbara Ewing

## F
- Ralph Fiennes
- Frank Finlay
- Albert Finney
- Brigit Forsyth
- Derek Fowlds
- Laurence Fox
- Helen Fraser
- Ronald Fraser

## G
- Eric Gandar Dower
- William Gaunt
- John Gielgud
- Sheila Gish
- Gerard Glaister
- Brendan Gleeson
- Iain Glen
- Julian Glover
- Henry Goodman
- Colin Graham
- Nigel Green
- Joan Greenwood
- Stephen Greif
- James Grout
- Ioan Gruffudd
- Maggie Gyllenhaal

## H
- Uta Hagen
- Georgina Hale
- Kenneth Halliwell
- Kay Hammond
- Mona Hammond
- Roger Hammond
- Sheila Hancock
- Cedric Hardwicke
- Edward Hardwicke
- David Harewood
- Gerald Harper
- Serena Harragin
- Rosemary Harris
- Claudia Harrison
- Kathleen Harrison
- Victoria Harwood
- Sally Hawkins
- James Hayter
- Janet Henfrey
- Guy Henry
- Sherrie Hewson
- Tom Hiddleston
- Jacqueline Hill
- Melanie Hill
- James Hillier
- Ciarán Hinds
- Geoffrey Hinsliff
- Douglas Hodge
- Ian Holm
- William Hope
- Anthony Hopkins
- John Hopkins
- Lizzie Hopley
- Jane Horrocks
- Basil Hoskins
- Trevor Howard
- Reginald D Hunter
- Richard Hurndall
- John Hurt
- Jonathan Hyde
- Wilfrid Hyde-White

## J
- Glenda Jackson
- Polly James
- Louise Jameson
- Allison Janney
- Martin Jarvis
- Marianne Jean-Baptiste
- Barbara Jefford
- Lionel Jeffries
- Celia Johnson
- Richard Johnson
- Margaret Johnston
- Maggie Jones
- Nicholas Jones

## K
- Charles Kay
- Geoffrey Keen
- Katherine Kelly
- Rachel Kempson
- James Kemsley
- Edmund Kingsley
- Alex Kingston
- Roy Kinnear
- Michael Kitchen
- Terence Knapp
- Nigel Kneale
- Patricia Kneale

## L
- Lynda La Plante
- Charles Laughton
- Leigh Lawson
- Rosemary Leach
- Mike Leigh
- Vivien Leigh
- Anton Lesser
- Adrian Lester
- Andrew Lincoln
- Robert Lindsay
- Larry Linville
- Joan Littlewood
- Roger Lloyd Pack
- Margaret Lockwood
- Emma Lowndes
- Charlotte Lucas

## M
- Matthew Macfadyen
- Meredith MacNeill
- Ciaran Madden
- Ruth Madoc
- Constance Malleson
- Stephen Mangan
- Clive Mantle
- Anthony Marreco
- Roy Marsden
- Bryan Marshall
- Brian Matthew
- Sinead Matthews
- Lois Maxwell
- Sharon Maughan
- Gugu Mbatha-Raw
- Aidan McArdle
- Richard McCabe
- Steve McFadden
- Paul McGann
- Kitty McGeever
- Kevin McNally
- Janet McTeer
- Jonathan Meades
- Tobias Menzies
- Sarah Miles
- Maggie Millar
- Ann Mitchell
- Warren Mitchell
- Roger Moore
- Pauline Moran
- Terence Morgan
- Robert Morley
- Mary Morris
- Barry Morse
- Hayward Morse
- Melanie Morse
- Patrick Mower
- Pete Murray

## N
- John Neville
- Nanette Newman
- Sue Nicholls

## O
- Sophie Okonedo
- Joe Orton
- Peter O’Toole
- Clive Owen
- Lloyd Owen

## P
- Joanna Page
- Adrian Pang
- Judy Parfitt
- Diane Parish
- Jamie Parker
- Shaun Parkes
- Bruce Payne
- Maxine Peake
- Jacqueline Pearce
- Daniel Percival
- Jimmy Perry
- Jon Pertwee
- Siân Phillips
- Ronald Pickup
- Rebecca Pidgeon
- Harold Pinter
- Tony Plana
- Victoria Principal
- Sarah Preston
- Bryan Pringle
- Jonathan Pryce

## R
- Giles Ramsay
- Devika Rani
- Robin Ray
- Ian Reddington
- Anne Reid
- Jean Rhys
- John Rhys-Davies
- Matthew Rhys
- Paul Rhys
- Angela Richards
- Joely Richardson
- Alan Rickman
- Diana Rigg
- Christopher Robbie
- Amy Robbins
- Rachel Roberts
- Flora Robson
- Simon Robson
- Laura Rogers
- Amanda Ryan
- Danielle Ryan
- Mark Rylance

## T
- Mary Tamm
- Liza Tarbuck
- Jim Tavare
- Josephine Tewson
- John Thaw
- Olivia Thirlby
- Gareth Thomas
- Shelley Thompson
- Margaret Tyzack

## V
- Dick Vosburgh

## W
- Zena Walker
- Simon Ward
- Derek Waring
- David Warner
- Peter Watkins
- Ben Whishaw
- Billie Whitelaw
- Hugh Whitemore
- June Whitfield
- Nigel Whitmey
- James Wilby
- Brian Wilde
- Tom Wilkinson
- Michael Williams
- Anneke Wills
- Richard Wilson
- Mark Womack
- John Woodvine
- Edward Woodward
- Peter Woodward
- Fenella Woolgar
- Alex Wyndham

## Y
- Peter Yates
- Susannah York